# Rick Adelman
Richard Leonard „Rick“ Adelman (* 16. Juni 1946 in Lynwood, Kalifornien) ist ein ehemaliger US-amerikanischer Basketballtrainer und ehemaliger -spieler. Seine letzte Station als Trainer waren von 2011 bis 2014 die Minnesota Timberwolves in der NBA. Zuvor stand er längere Zeit bei den Sacramento Kings und Houston Rockets unter Vertrag. Insgesamt war er 23 Saisons in der NBA als Head Coach tätig.

## Aktive Karriere

### College
Von 1965 bis 1968 spielte Adelman für die Loyola Marymount Lions der Loyola Marymount University in Los Angeles. Für die Lions erzielte er im Schnitt 18,8 Punkte. Damit liegt er in dieser Kategorie in der ewigen Bestenliste der Universität auf Rang sechs.

### NBA
Nach der Collegekarriere spielte Adelman insgesamt sieben Saisons lang in der NBA. Im NBA-Draft 1968 wählten ihn die San Diego Rockets (heute: Houston Rockets) an 79. Position aus. Nach zwei Spielzeiten bei den Rockets kam Adelman 1970 im Zuge eines Expansion Drafts zu den neugegründeten Portland Trail Blazers, für die er drei Jahre lang aktiv war. 

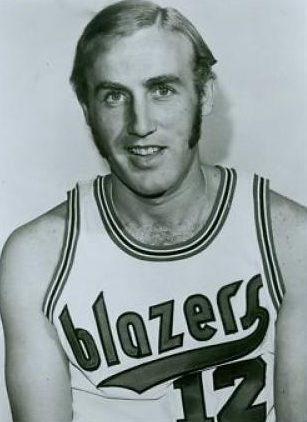
Adelman in seiner Zeit als Spieler (1970)

Das erste Jahr bei den Trail Blazers wurde zum erfolgreichsten seiner Karriere: Im Schnitt gelangen ihm 12,6 Punkte, 4,7 Assists und 3,5 Rebounds. In der Saison 1973/74 spielte Adelman für die Chicago Bulls. Die folgende Saison begann Adelman in Chicago, wechselte nach zwölf absolvierten Spielen nach New Orleans zu den New Orleans Jazz (heute: Utah Jazz) und nach 28 Spielen für New Orleans weiter zu den Kansas City/Omaha Kings (heute: Sacramento Kings), für die er noch einmal 28 Spiele aktiv war. Im Alter von 27 Jahren beendete er seine aktive Karriere.

## Trainerkarriere
Ab 1977 arbeitete Adelman als Trainer am Chemeketa Community College in Salem, der Hauptstadt Oregons, bis er 1983 von den Portland Trail Blazers als Assistenztrainer verpflichtet wurde. Als Cheftrainer Jack Ramsay 1986 entlassen und Mike Shuler als Nachfolger eingestellt wurde, behielt Adelman seinen Posten als Assistenztrainer.
Drei Jahre später, in der Spielzeit 1988/89, wurde Shuler nach einem schlechten Saisonstart entlassen und Adelman als Interimstrainer eingesetzt. Trotz einer negativen Saisonbilanz von 39:43 führte er das Team in die Playoffs und bekam nach der Saison einen vollen Vertrag als Cheftrainer. Die nächsten drei Spielzeiten verliefen für Adelman und die Trail Blazers sehr erfolgreich: 1990 und 1992 gelang der Einzug ins NBA-Finale (Niederlage gegen die Detroit Pistons respektive die Chicago Bulls) und 1991 der Einzug ins Finale der Western Conference (Niederlage gegen die Los Angeles Lakers). Nach zwei weiteren Saisons wurde er 1994 entlassen.
Zwei Jahre lang, von 1995 bis 1997, trainierte Adelman die Golden State Warriors, konnte dort aber nicht die Erfolge aus Portland wiederholen; in beiden Spielzeiten verpasste das Team den Einzug in die Playoffs.
Von 1998 bis 2006 war er bei den Sacramento Kings engagiert. In allen acht Spielzeiten qualifizierte sich die Mannschaft für die Playoffs, schied allerdings viermal bereits in der ersten Runde und dreimal im Conference-Halbfinale aus. Größter Erfolg war der Einzug ins Finale der Western Conference 2002, wo Sacramento mit 3:4 den Los Angeles Lakers unterlag.
Die Houston Rockets verpflichteten Adelman am 22. Mai 2007 als Nachfolger von Jeff Van Gundy. Ende Januar bis Mitte März 2008 gelang den Rockets mit 22 Siegen in Folge die drittlängste Siegesserie in der Geschichte der NBA, übertroffen nur durch die Los Angeles Lakers in der Saison 1971/72, die es auf 33 Siege in Folge brachten und den Miami Heat mit 27 Siegen. Zur Saison 2011/12 erhielt Adelman von Seiten der Rockets keinen neuen Vertrag. Zuvor hatten die Rockets zwei Jahre in Folge den Einzug in die Playoffs verpasst.
Anfang September 2011 gaben die Minnesota Timberwolves die Verpflichtung Adelmans als neuen Head Coach bekannt. Für die Timberwolves arbeitete Adelman bis April 2014. Im Anschluss an die Saison 2013/14 gab Adelman bekannt, seine Trainerkarriere zu beenden.
Am 16. Mai 2021 wurde bekanntgegeben, dass Adelman in die Naismith Memorial Basketball Hall of Fame aufgenommen wird.